# Frevo
Frevo je plesni i glazbeni stil koji potječe iz brazilskog grada Recifea, te je, tradicionalno povezan s brazilskim karnevalom . Riječ frevo dolazi od frever, varijante portugalske riječi ferver što znači kuhati. Zvuk freva radi učinak da se slušatelji i plesači osjećaju kao da kuhaju na zemlji. 

## Podrijetlo Freva
Prva je bila frevo glazba. Do kraja 19. stoljeća, bendovi pukovnija brazilske vojske baziranih u gradu Recifeu započeli su tradiciju paradiranja tijekom karnevala. Budući da je karneval izvorno vezan za katoličanstvo, svirali su i koračnice vjerskih procesija te borilačku glazbu. Nekoliko pukovnija je imalo poznate bendove koji su privukli mnoge sljedbenike i bilo je samo pitanje vremena kada će se ljudi početi uspoređivati i navijati za svoje omiljene bendove. Dva najpoznatija sastava bili su Espanha (što znači Španjolska), čiji je dirigent bio španjolskog podrijetla, i 14 iz 14. pukovnije. Bendovi su se počeli međusobno natjecati i također su počeli svirati sve brže i brže, sve glasnije i glasnije.
Kako bi zaustavila nasilje, policija je krenula u potjeru za capoeirašima i uhitila mnoge tijekom njihovih egzibicija. Potonji je reagirao na lukav način noseći kišobrane umjesto noževa i također maskirajući pokrete capoeire u plesne pokrete te je tako rođen frevo ples koji se pleše uz Frevo glazbu.

## Razvoj
Frevo je star više od 100 godina i prirodno se razvijao kroz vrijeme da bi dosegao svoj sadašnji oblik.